# Dridif
Dridif falu Romániában, Brassó megyében. Fogarasföldi román település. Közigazgatásilag Voila községhez tartozik.

## Fekvése
Brassó megye nyugati részén fekszik, a DN1-es főút mentén, félúton Brassó és Nagyszeben között. Községközpontja, Voila 3 kilométerre nyugatra van. A legközelebbi város Fogaras, 6 kilométerre keletre.

## Története
1509-ben Driid, 1511-ben Drich, 1518-ban Dridiff néven említik. Feljegyezték a német Deidrich, Dreydif, Tritten, és a szász Didref elnevezéseket is.
Szent Györgynek szentelt ortodox fatemplomát 1590-ben említik. A 17. század közepén már nem tudta befogadni a híveket, így 1671-ben kibővítették. 1845-ben leégett, így a falusiak két évtizedig templom nélkül maradtak, míg össze nem gyűjtötték a pénzt egy új templom építésére. Az új, egyhajós, román stílusú kőtemplom 1861–1868 között épült fel. Másik, Szent Paraszkévának szentelt temploma 1873-ban épült, eredetileg a görögkatolikus hívek számára, 1948-ban azonban kisajátították az ortodoxok.
1765–1851 között az erdélyi határőrvidék része volt, az első román ezred lovas határőreinek egyik állomásaként; lakosságát még a 19. század végén is a huszár határőrök utódai tették ki. A trianoni békeszerződésig Fogaras vármegye Fogarasi járásához tartozott.
A falu népessége csökkenőben van. Míg 1920-ban 762-en lakták (mindannyian románok), 2011-ben már csak 400-an (280 román, 68 cigány, 1 magyar, 51 nem nyilatkozott).